# Polonia ai Giochi della VIII Olimpiade
La Polonia partecipò ai Giochi della VIII Olimpiade, svoltisi a Parigi dal 4 maggio al 27 luglio 1924,
con una delegazione di 65 atleti, di cui 1 donna, impegnati in 10 discipline,
aggiudicandosi 1 medaglia d'argento e 1 medaglia di bronzo.

## Medagliere

### Per discipline
| Sport       | Oro | Argento | Bronzo | Totale |
| ----------- | --- | ------- | ------ | ------ |
| Ciclismo    | 0   | 1       | 0      | 1      |
| Equitazione | 0   | 0       | 1      | 1      |
| Totale      | 0   | 1       | 1      | 2      |

### Medaglie
| Medaglia | Atleta                                                          | Sport       | Evento                     |
| -------- | --------------------------------------------------------------- | ----------- | -------------------------- |
| Argento  | Józef Lange Jan Łazarski Tomasz Stankiewicz Franciszek Szymczyk | Ciclismo    | Inseguimento a squadre     |
| Bronzo   | Adam Królikiewicz                                               | Equitazione | Salto ostacoli individuale |

## Risultati

### Calcio
| Atleta | Classifica |                    |
| --- | --- | ------------------ |
| V · D · M Nazionale polacca · Calcio ai Giochi Olimpici Estivi 1924 P Görlitz · P Wiśniewski · P Popiel · D Cyl · D Fryc · D Gintel · C Cikowski · C Krupa · C Spoida · C Styczeń · C Synowiec · A Batsch · A Kałuża · A Kuchar · A Miller · A H. Reyman · A J. Reyman · A Sperling · A Staliński · CT : Obrubański | 17° |                    |
| Nazionale polacca · Calcio ai Giochi Olimpici Estivi 1924 | |                    |
| P Görlitz · P Wiśniewski · P Popiel · D Cyl · D Fryc · D Gintel · C Cikowski · C Krupa · C Spoida · C Styczeń · C Synowiec · A Batsch · A Kałuża · A Kuchar · A Miller · A H. Reyman · A J. Reyman · A Sperling · A Staliński · CT: Obrubański                                                                      | P Görlitz · P Wiśniewski · P Popiel · D Cyl · D Fryc · D Gintel · C Cikowski · C Krupa · C Spoida · C Styczeń · C Synowiec · A Batsch · A Kałuża · A Kuchar · A Miller · A H. Reyman · A J. Reyman · A Sperling · A Staliński · CT: Obrubański | Polonia (bandiera) |